# Костарев, Олег Владимирович
Оле́г Влади́мирович Ко́старев (род. 25 апреля 1986, Глазов, Удмуртская АССР) — русский радикальный неонацист, террорист, член террористической организации «СПАС» Николая Королёва. 21 августа 2006 года с соучастниками устроил взрыв на Черкизовском рынке. В мае 2008 года приговорён к пожизненному лишению свободы.

## Биография
Олег Владимирович Костарев родился 25 апреля 1986 года в городе Глазове Удмуртской АССР. Отец Владимир Валерьевич Костарев — директор глазовского «Водоканала» и депутат муниципального образования «Кожильское» Глазовского района Удмуртии, мать Галина Васильевна Костарева — преподаватель физико-математического лицея.
Учился в физико-математическом лицее, проявлял интерес к пиротехнике, в 7-м классе начал заниматься в стрелковом тире, обучался ножевому бою, каратэ, боксу, кикбоксингу, ушу. Увлекался компьютерными играми. В 2003 году поступил в Москве в РХТУ.
В ноябре 2004 года познакомился с Александром Коловратом, с начала 2005 года участвовал на стороне молодёжных нацистских группировок в драках с антифашистами и нерусскими в Москве. В начале февраля 2006 года через Александра Коловрата познакомился с Николаем Королёвым и вступил в «СПАС». С июня 2006 года был привлечён как химик, имеющий доступ к радиоактивным материалам, в отряд взрывников, назначен «заместителем по террористической деятельности». 21 августа 2006 года совершил с соучастниками взрыв на Черкизовском рынке. Был задержан прохожими на месте, через минуту после взрыва. 23 августа вместе с соучастниками был отправлен под стражу.

### Предварительное следствие
24 августа 2006 года Прокуратура РФ предъявила обвинение Костарёву, Жуковцову и Тихомирову в умышленном убийстве двух и более лиц общеопасным способом по мотиву межнациональной и межрелигиозной розни. Позднее обвинение было дополнено статьями УК РФ по терроризму, организации преступного сообщества, незаконному хранению, передаче, сбыте оружия, боеприпасов и взрывчатых веществ, а также незаконному изготовлению оружия. Уголовное дело в общей сложности насчитывало 40 томов.
4 сентября 2006 года был задержан организатор теракта Николай Королёв.
7 августа 2007 года следствие по делу завершено. 4 декабря того же года дело было передано в Мосгорсуд.

### Судебный процесс
19 декабря 2007 года состоялись предварительные слушания по делу.
30 января 2008 года в Московском городском суде начался судебный процесс, по просьбе обвиняемых дело рассматривали присяжные заседатели.
15 мая 2008 года вместе с Королёвым и несколькими соучастниками приговорён к пожизненному лишению свободы.

### Дальнейшие события
30 апреля 2009 был этапирован в ИК-6 Оренбургской области «Чёрный дельфин» для отбытия наказания.
10 апреля 2012 года вместе с Николаем Королёвым Московским городским судом дополнительно приговорён к 15 годам лишения свободы за убийство в 2006 году гражданина Китая Ли Чживэя. 12 июля того же года Верховный Суд Российской Федерации оставил новый приговор Королёву и Костареву в силе.

## В массовой культуре
- Документальный фильм «Террористы с Черкизовского рынка» из цикла Вахтанга Микеладзе «Пожизненно лишённые свободы»